# Altai (Hovd)
Altai (em mongol:  Алтай) é um distrito (sum) da Mongólia localizado na província de Khovd.